# Ramon Leeuwin
Ramon Leeuwin (Amsterdam, 1º settembre 1987) è un ex calciatore olandese naturalizzato surinamese, di ruolo difensore.